# Џунтаран
Џунтаран или Адоњ (мађ. Adony) град је у средишњој Мађарској. Џунтаран је град у оквиру жупаније Фејер. То место је међу Србима називано: Жанкултаран, Адоњ или Дуна-Адоњ.
Град има 3.838 становника према подацима из 2010. године.
Џунтаран је важан као једно од 20-ак места у Мађарској са постојећом српском мањинском самоуправом.

## Географија
Град Џунтаран или Адоњ се налази у средишњем делу Мађарске. Од престонице Будимпеште град је удаљен око 50 километара југозападно. Град се налази у средишњем делу Панонске низије, на десној обали Дунава. Надморска висина места је око 100 m.

## Историја
Римљани су место назвали "Potentiana Vetusalina".
Место се помиње у 16. веку, за време рата, када је Угарска губила самосталност пред налетима Турака. Године 1514. 18. августа напустила је војска краља Људевита угарско-мађарског, логор у месту Адоњ, што бродовима, што копном и повлачила се северније, пред Турцима ка Толни. Православни Срби се појављују ту 1546. године као помоћне трупе Османлија. Турци су опустели крај, да би новим, масовним доласком Срба 1580. град био поново основан.
Године 1905. ту су све ПТТ комуникације и жељезничка станица.

## Срби у Адоњу
Срби су насељени у Адоњу 1690. године под патријархом Чарнојевићем. Појавили су се 1688. године и ту зауставили. Већ 1691. године у Адоњу је православна црква - брвнара са једним свештеником. У тој богомољи су до 1698. године чуване мошти српског деспота па светитеља Св. Стефана Штиљановића. Још 1704. у једном спису „ударили су печет” Срби из тадашњег Џанкуртанца, Станоје Вајда "са својим сиромасима". По једном попису из 1731. године у том насељу је било 19 српских кућа. Црква од чврстог материјала - камена грађена је 1732. године. У документу - списак пореза за школе, епархије будимске из 1745. године, наводи се прилог из места Џанкуртаран - 5 ф. У другом српском документу састављеном и потписаном у Сентандреји 12. децембра 1748. године, као извештају о избору владике, помињу се из православци и из Адоња: поп Андреј Жикуртарански, затим "Христјани Жанкултарански (сада, 1872. године - Ароњ!) - место печета полажу свој крст". Значи да је село имало у 18. веку име Ж(Џ)анкултаран.
Године 1827. купио је књигу за читање поп Никифор Сабадош у Адоњу (ту и 1826). Пренумерант поучне књиге о значају оца, био је 1832. година администратор парохије поп Цветко Ћосић. Српску књигу купило је 1832. године неколико Срба из Адоња. Били су то парох Петар Парабак (и 1831), Јован Миљковић "дјетонаставник" (учитељ) (и 1831), те господа Јован Каран трговац и Димитрије Поповић земљеделац. Мађарско-српску граматику набавио је 1833. године адоњски учитељ Николај Сабадош. Тада је још постојала српска народна школа у месту.
По државном шематизму православног клира из 1846. године, православно парохијско звање у Адоњу је основано и од тада се воде црквене матичне књиге 1775. године (или 1777?). Православни храм је посвећен Сошеству Св. Духа или Св. Тројици, а свештеник је те 1846. године Андреја Кнежевић, ту припада и парохијска филијала Перкат, о којој нема никаквих података. Број парохијана је тада износио само 74, број школске деце није познат и нема учитеља.
Касније, вредно помена 1852. године поп адоњски Павле Сибињски је био претплатник Вуковог, „Лексикона српско-немачко-латинског”, издатог у Виндобони.
У Адоњу, месту у сентандрејском срезу било је 1847. године 74 Србина, а две деценије потом 1867. године само 52 душе. Од већинског народа постали су мањина насељавањем Словака, Шваба и Грко-Цинцара током друге половине 18. века.
Никола Ђ. Вукићевић у чланку: „Судба православне цркве у источној Угарској” пише о насилном поунијаћењу српског православног живља и у Адоњу. Од њих су постали бројни „Шокци”, који одрођени, не знају за своје српско порекло.
Дописник новосадског листа оглашавао се крајем седамдесетих година 19. века дописима из Адоња. Тако се јавља поводом већих православних празника у месту 1877-1878. године. За Адоњ вели да је „весело гњиздо бесних Мађара који желе пропаст не само Србима”. Ту је мало Срба преостало, али постоји црквена општина којој је председник трговац Јован Пајчић. Реч је о пожртвованом појединцу који неуморно тражи начин да ту сваком помогне. Пајчићев син млади Александар умро је 1876. године и то је био велики ударац за ту сиромашну црквену општину и његовог оца. Адоњци Срби су годину дана чекали да добију нешто од завештања Наума и Јелене Бозде, фонда којим су руководили Срби Будимци.
У српском листу изашао је 1882. године оглас трговца Јована Пајчића из Адоња. Тражио је за његову тамошњу мешовиту трговину једног доброг трговца - помоћника, вичног немачком и мађарском језику. Огласи ће излазити и касније, а фирма ће имати нови назив: "Мешовита шпецерајска мануфактурна трговина Јована Пајчића и сина у Дуна Адоњу" (1901). Пајчић је тражио младог помоћника који се разумевао у мануфактурну робу и знао мађарски језик. Овај је требало да замени његовог покојног сина.
Умро је 1893. године парох Адоњски, Симеон Степанац, родом из Мокрина. Починуо је у 77. години, без икаквог одликовања и признања. Током каријере почео је од појца у Мартоношу, преко учитеља у Ловри и Калазу, да би постао свештеник и живео у Дунафелдвару, Бати и Адоњу. Бавио се по српским листовима и са књижевним покушајима, али без некаковог успеха.
Православни храм у Дуна-Адоњу реновиран је 1899. године, заслугом мештанина Јована Пајчића. Било је то у време када је парохијом администрирао поп Јован Бешлић. Следеће 1900. године, епархијска власт је издала пуномоћ Пајчићу, да подигне из тамошње штедионице 300 круна, којима ће се оправити парохијски дом. У Адоњу се 1893. године истакла доброчинитељка велепоседница Марија Пајчић, супруга Јованова. Она је поклонила капели у граду Вараждину један свештенички стихар, од српског платна. Децембра 1902. године изабран је за члана конзисторије будимске епархије, парох Бешлић.
Српски извор из 1905. године наводи да је Адоњ велика општина. Ту живи 4.471 становник, а има 619 домова. Срба готово да нема; у две куће сместило се 22 православца. По претходном државном попису из 1900. године од 35 православаца, њих 11 су само Срби. Постојала је црквена општина, али нередовна, црвени земљишни иметак износи 37 кј. Председник-тутор био је Емил Пајчић, а свештеник је админстратор парохије, из парохије Бата. Црква је била у добром стању. Парохија је била најниже шесте класе, а њој је као филијала придодата Перката. Администратор поп Златоје Поповић парох батски, родом је из Бачке Паланке. У Адоњу нема српске школе, а троје деце похађа римокатоличку школу. Број Срба је 1932. године спао на само четири душе.

## Наше време
Српски православни храм у Адоњу је прво страдао током (1945), па срушен одмах након Другог светског рата. Око њега се налази српско православно гробље, које је данас највећим делом уништено; остало је само пет мермерних споменика и неколико старих епитафа.
Јуна 2017. године постављен је у месту спомен-крст, да сведочи о некадашњем животу Срба. Уређено је сакрално место, на углу адоњских улица, Зрињи и Мађар. Аутор тог споменика, резбареног од храстовог усправно осушеног стабла, на којем је у средишту Христово распеће, био је уметник Ференц Немет. Уз споменик је постављена двојезична табла са текстом, који сведочи о доласку и вековном трајању (350 лета), те нестанку Срба у Адоњу.